# Ingresso di Garibaldi a Napoli il 7 settembre 1860
L'Ingresso di Garibaldi a Napoli il 7 settembre 1860 è un disegno a china acquerellato su carta (38 × 58 cm) eseguito da Franz Wenzel Schwarz (1842-1919) in un arco temporale che va dal 1860 al 1875 e conservato presso il Museo civico di Castel Nuovo a Napoli.

## Descrizione
L'autore austriaco, operante a Napoli già durante il periodo borbonico, era noto per le sue esecuzioni rappresentanti scena di vita reale. 
La rappresentazione del disegno riguarda l'ingresso nella capitale del Regno delle Due Sicilie di Giuseppe Garibaldi con le sue truppe militari. Egli entra in città vittorioso ed acclamato dalla folla che, festeggiante, lo porta in trionfo. La scena si svolge nella vecchia piazza Spirito Santo divenuta immediatamente dopo questo evento, piazza sette Settembre. 
Interessante è notare lo sfondo del disegno, su cui si ammira il Palazzo Doria d'Angri di Luigi Vanvitelli, dal cui balcone principale Garibaldi proclamò l'annessione del Regno delle Due Sicilie a quello d'Italia. Del palazzo si può notare anche che la parte superiore è caratterizzata da otto sculture, sei delle quali (quattro del lato sinistro dell'edificio e due di quello destro) oggi perdute in quanto distrutte durante un bombardamento degli alleati avvenuto nella seconda guerra mondiale.